# 第三十六航空隊
第三十六航空隊 (だい36こうくうたい）および昭和17年11月1日に改称した第九三四海軍航空隊(だい934かいぐんこうくうたい）は、日本海軍の部隊の一つ。太平洋戦争序盤から中盤にボルネオ島から西ニューギニアにかけての東インドネシア航路の防衛を担当し、ダーウィンを基地とする連合軍航空部隊の哨戒・迎撃にも従事した。

## 沿革
ダーウィンを最前線基地とする連合軍航空部隊の撃滅は、ケンダリー飛行場に駐留する陸上攻撃機部隊の高雄海軍航空隊が担当したが、双方の拠点が離れているために散発的なものとなり、膠着状態であった。また、監視基地としてアル諸島・ケイ諸島・タニンバル諸島の占領も急がれた。そこで最前線の哨戒部隊として、三十六空の編制が昭和17年6月にようやく開始された。
- 昭和17年（1942年）

6月20日　佐伯を原隊とし、第二南遣艦隊附属水偵隊を改変し、バリクパパンで開隊。第二十四特別根拠地隊隷下。(水上偵察機8)　
7月4日　セラム島アンボンに進出。タニンバル諸島の哨戒・残敵掃討に従事。
7月30日　タニンバル諸島上空で敵爆撃隊と遭遇、1機撃墜。
11月1日　「第九三四海軍航空隊」に改称。
12月1日　特設水上機母艦相良丸の運送船転用に伴い、艦載機6機を編入。
- 昭和18年（1943年）

4月頃　　アル諸島マイコール基地竣工。派遣隊が進出。
　　　　　　　　　派遣隊に二式水上戦闘機投入、本隊に連絡用九七式飛行艇投入。
4月25日　マイコールに敵機襲来、水戦隊が迎撃しボーファイター1機撃墜。
4月29日　アンボンに敵機襲来、整備員全員が死傷し、補給機能壊滅。
　　　　　　　　　以後、連日マイコールに敵機襲来、5月上旬まで迎撃に従事。偵察隊への戦闘機護衛開始。
5月下旬　連日、ニューギニア方面を攻撃、戦果なし。
6月3日　マイコールへの敵機襲来再開。
8月6日　哨戒中、アラフラ海で敵輸送船団発見、1隻撃沈。
11月1日　第四南遣艦隊を編制、艦隊附属に転籍。
　　　　　　　　　ニューギニアに進出。偵察機はカウ、戦闘機はマノクワリに駐留。
11月24日　ニューギニアの敵地攻撃に出撃。
12月10日　ニューギニアに全機移転、マイコール基地放棄。
- 昭和19年（1944年）

3月5日　セレベス海の掃討作戦に出撃。
3月30日　ホーランディアに敵上陸。哨戒・迎撃に出撃。
5月27日　ビアク島に敵上陸。哨戒・迎撃に出撃。
6月4日　第二次渾作戦発動。船団護衛に従事するも8日に中止。
8月頃　　マカッサルに撤退。
10月1日　解隊。
消耗に加え、捷一号作戦発動にともなうフィリピン方面の増強のために部隊は解散となった。アンボンをはじめ各地の飛行場・水上機基地に残された地上要員は、アンボンに司令部を置く乙飛行隊の濠北海軍航空隊の統率下で自活自給した。濠北空が20年5月に解散した後は現地根拠地帯に合流。バリクパパンなど一部では地上戦も展開された。

## 主力機種
- 零式三座水上偵察機
- 零式水上観測機
- 二式水上戦闘機
- 九七式飛行艇

## 歴代司令
- 木村健二（昭和17年6月20日‐）
- 時永逢之助（昭和18年3月10日‐）
- 中島第三（昭和19年7月頃‐昭和19年10月1日解隊）